# 招桂章
招桂章（1889年—1953年），字文樨，廣東南海縣人。中華民國海軍人物。

## 生平
民國2年（1913年）畢業於廣東黃埔海軍學校。護法戰爭時任楚豫艦大副，民國11年（1922年）任楚豫艦長。六一六事变期間陳炯明砲轟總統府時，孫中山登上招桂章所在的楚豫艦，率永豐艦等船隻反擊。
民國13年（1924年）8月任粵軍總司令部艦務處處長，授海軍少將。民國20年（1931年）參加陳濟棠反蔣活動，任廣州國民政府第一艦隊前敵指揮。後任廣東海軍副司令、廣東江防艦隊司令、廣州要港司令部司令等職。陳濟棠失敗離粵，招桂章開始信奉佛教。
民國27年（1938年）歸附汪精衛，歷任廣東江防司令、廣州要港司令、南京要港中將司令、海軍部次長。
中國抗日戰爭末期曾秘密為軍統局工作，並被委為廣州先遣軍總司令。民國34年（1945年）冬被國民黨當局逮捕，後因病保釋就醫。 1949年移居香港，1953年病卒。